# Daskaloyánnis
Daskaloyánnis (grec moderne : Δασκαλογιάννης, « Professeur Yannis »), né Ioánnis Vláchos (Ιωάννης Βλάχος) vers 1725 à Anópolis en Crète et mort le 17 juin 1771 à Héraklion, est un riche armateur et révolutionnaire grec qui dirigea une révolte contre l'Empire ottoman.

## Biographie
Ioannis Vlachos naquit dans le petit village d'Anapolis situé dans le dème de Sfakiá au sud-ouest de l'île de Crète. Son père, un riche armateur, l'envoie à l'étranger pour sa formation et son éducation. La grande culture  de cet intellectuel lui a valu le surnom de « Daskaloyánnis » (« professeur Yánnis ou Ioánnis »). Il est nommé en 1750 en tant que haut fonctionnaire dans la région de Sfakia. Il est le propriétaire de quatre navires marchands.
Durant la guerre russo-turque de 1768-1774, la tsarine Catherine II de Russie envoie les frères Grigori Orlov et Alexeï Orlov commander les forces navales russes qui vont affronter les troupes ottomanes. Lors de la Révolution d'Orloff, les forces russes remportent la bataille de Tchesmé contre les Ottomans. L'espoir de voir l'allié russe aider les résistants crétois contre les Ottomans se concrétise par la proposition russe faite aux Crétois de se lever contre l'occupant ottoman avec le concours des renforts russes. 
Le soulèvement débute le 25 mars 1770. Le drapeau de l'indépendance flotte sur Chóra Sfakíon mais les renforts russes n'arrivent pas, officiellement en raison d'un hiver rigoureux qui se prolonge. La rébellion est donc rapidement réprimée par d'importantes troupes ottomanes qui écrasent le soulèvement. Afin d'éviter un bain de sang, Daskaloyánnis se rend avec 70 hommes au château de Frangokastello près de Chóra Sfakíon. Arrêté, Daskaloyánnis est, sur les ordres du pacha de Candie, torturé dans la forteresse d'Héraklion, écorché vif, et exécuté le 17 juin 1771. Il gardera le silence sous la torture. Les Turcs forcèrent le frère de Daskaloyánnis à assister aux sévices, jusqu'à la mise à mort finale, ce qui l'aurait rendu fou.

## LaChanson de Daskaloyiánnis
Une œuvre intitulée Chanson de Daskaloyiánnis fut composée oralement après sa mort et mise par écrit — si l'on en croit le texte lui-même — seize ans après les événements qu'elle décrit (soit en 1786). L'ouvrage décrit la décision de Daskaloyiánnis — contre l'avis de l'Église locale — de mener la rébellion contre les Turcs, les combats et la défaite, ainsi que l'écorchement vif par le Pacha d'Héraklion.
Il s'agit d'un texte émouvant, une épopée au style vivant, parsemée de longs discours. Daskaloyiánnis déclare avoir agi « d'abord pour ma terre natale, ensuite pour la Foi, / et troisièmement pour les autres Chrétiens qui vivent en Crète. / Car je suis originaire de Sphaka, je suis un enfant de Crète, / et voir un Crétois souffrir me fait mal. »